# Pic Yujing
Le pic Yujing (chinois simplifié : 玉京峰 ; pinyin : yù jīng fēng ; litt. « pic de la capitale de jade ») est l'un des trois sommets du mont Sanqing en Chine. Il culmine à 1 819,9 m.
On y trouve un autel dit « palais de l'esprit du tigre » (神虎殿, shénhǔ diàn.

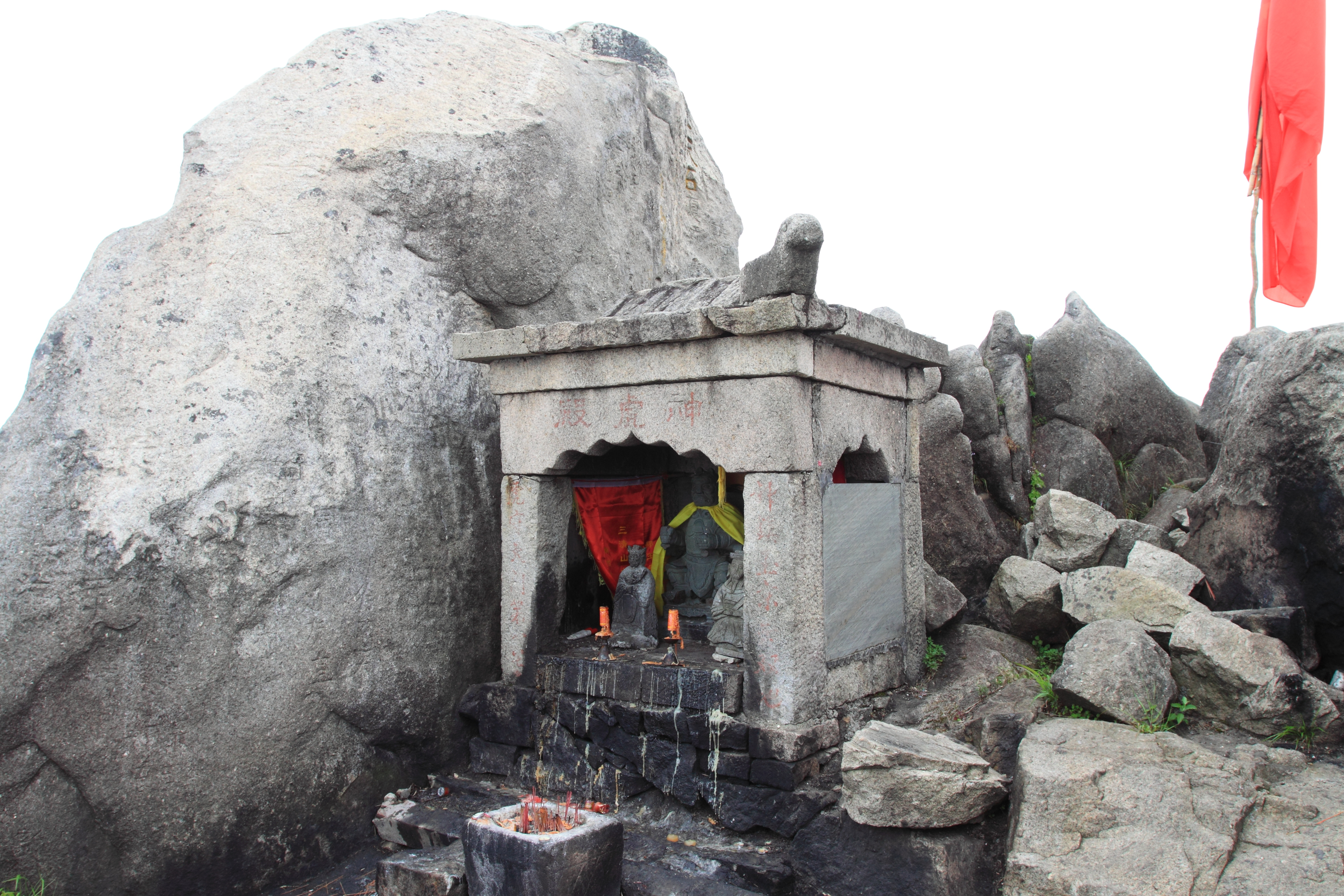
Palais de l'esprit du tigre.
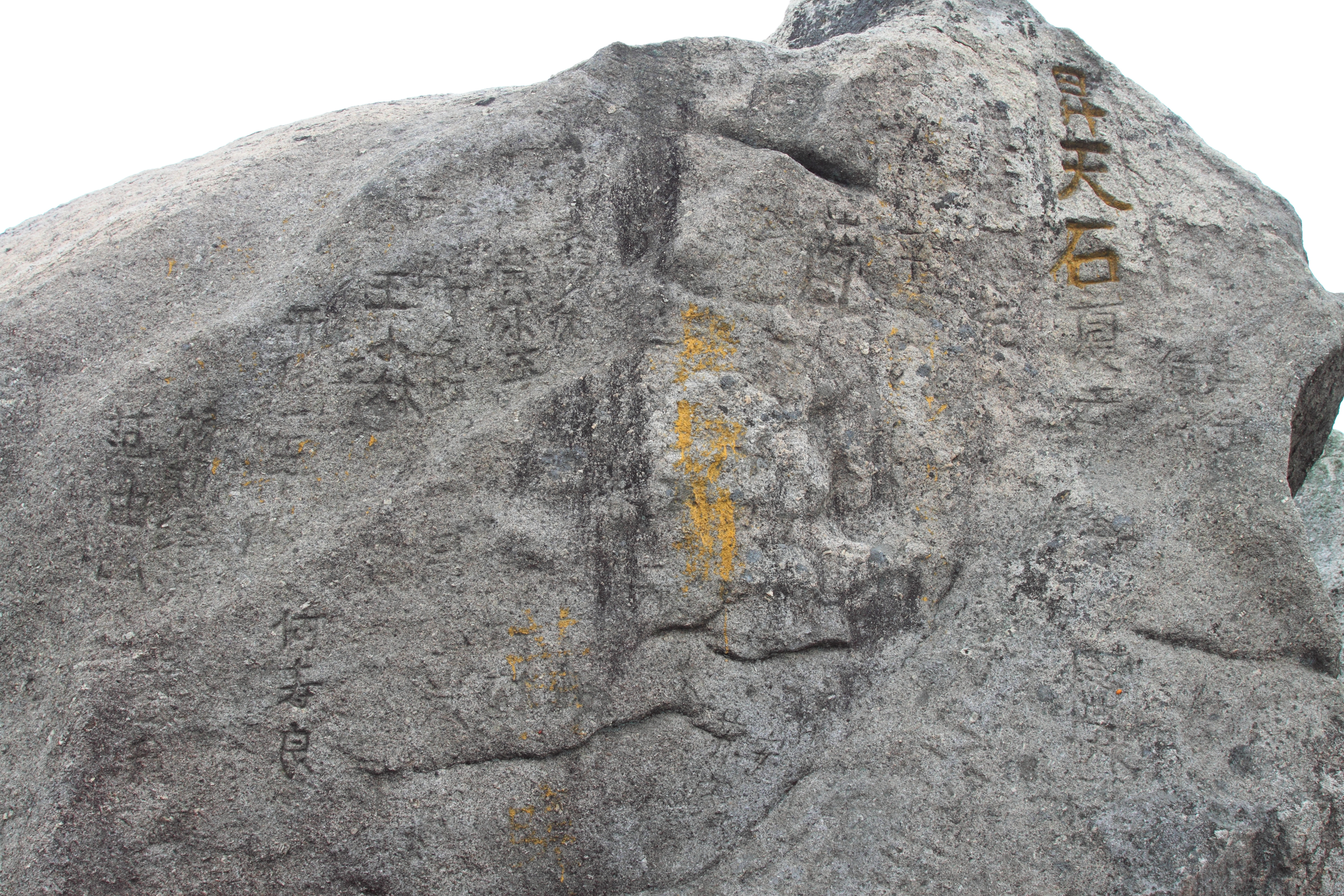
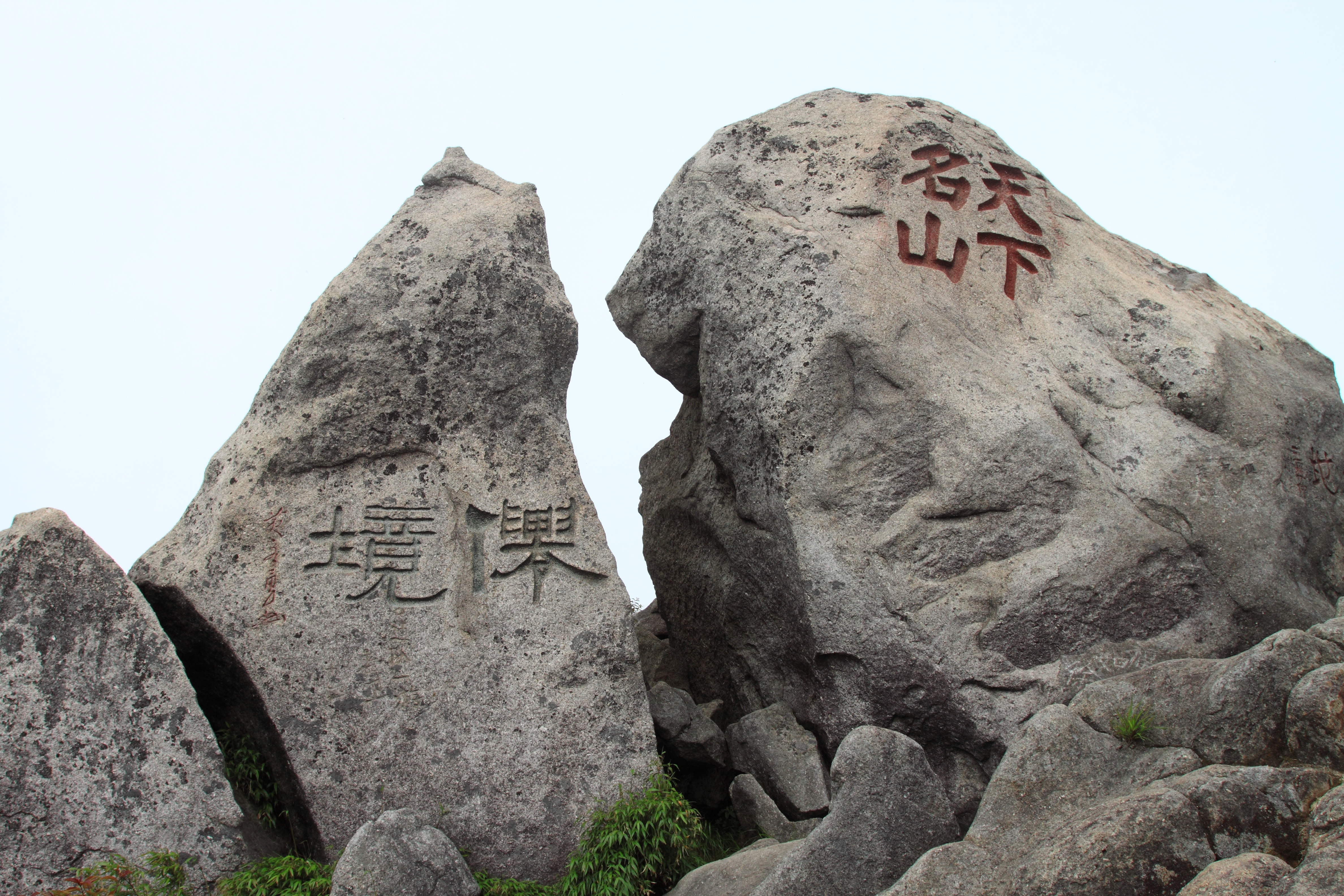
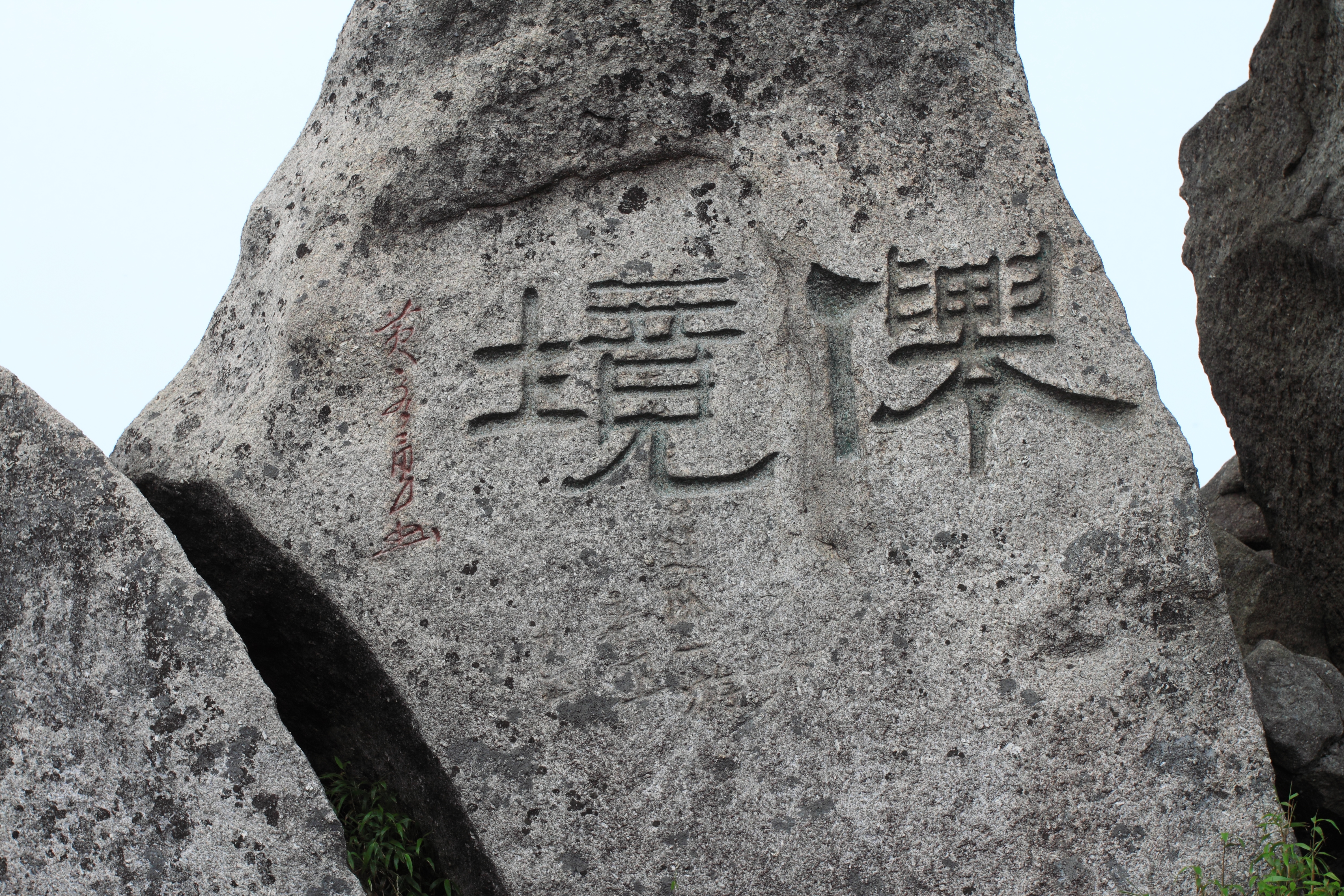